# Алексий (Воронов)
Епи́скоп Алекси́й (в миру Алекса́ндр Во́ронов; ум. декабрь 1919) — епископ Русской православной церкви, епископ Волчанский, викарий Харьковской епархии.

## Биография
В 1885 году окончил Литовскую духовную семинарию по первому разряду, будучи первым по успеваемости выпускником, в связи с чем назначен в Санкт-Петербургскую духовную академию. В 1889 году принял монашество и окончил Санкт-Петербургскую духовную академию со степенью кандидата богословия, с правом получения степени магистра без нового устного испытания и в сане иеромонаха, назначен смотрителем Холмского духовного училища.
С 15 июля 1892 года — ректор Черниговской духовной семинарии с возведением в сан архимандрита.
4 февраля 1895 года Указом Святейшего Синода назначен ректором Вятской духовной семинарии и первым редактором «епархиальных ведомостей». Фактически назначение не состоялось и указом от 13 марта 1895 года архимандрит Алексий уволен по болезни от всех должностей.
При архиепископе Антонии (Храповицком) долгое время был настоятелем Мелецкого монастыря на Волыни. При нём обитель стала богатой и цветущей. С началом Первой Мировой войны монастырь был эвакуирован в город Изюм Харьковской губернии. Революционные беспорядки и гражданская война привели мужской монастырь в запустение.
По инициативе митрополита Харьковского Антония (Храповицого) был избран его третьим викарием с титулом во епископа Волчанского. 14 (27) октября 1918 года на Украине состоялась его епископская хиротония.
В письме епископа Сумского Митрофана (Абрамова) от 17 (30) октября 1918 года сообщалось, что ни он, ни епископ Волчанский Алексий (Воронов) не могут прибыть в Киев на всеукраинский православный церковный собор, и содержалась просьба считать представителем Харьковского епархиального архиерея на Соборе архимандрита Кирилла.
В начале декабря 1919 года отступил вместе с белой Добровольческой армией и прибыл вместе с остальными тремя владыками Харьковскими — Харьковским и Ахтырским Георгием (Ярошевским), викариями Сумским и Старобельским — на Юг России, в стан генерала Деникина.
На Юге России заразился сыпным тифом, умер в конце 1919 года и погребён в Новороссийске. Согласно протопресвитеру Георгию Шавельскому, умер в Новочеркасске. По другим данным, умер на современной территории Украины.